# Auchnarrow
Auchnarrow (gaélique écossais : Achadh an Arbha) est un village de Moray en Écosse.